# 路爾斯·卡路士·韋拉
路爾斯·卡路士·韋拉·祖利亞（Luiz Carlos Vieira Júnior，1982年7月27日－），生於巴西聖利奧波爾杜，巴西足球運動員，司職中場，於巴甲勁旅國際體育會青訓出身，現時效力南里奧格蘭德州甲組聯賽球會聖路易斯。

## 球會生涯
卡路士生於巴西聖利奧波爾杜，於巴甲勁旅國際體育會青訓出身，出道初期已經出國搵食，曾加盟科威特超級聯賽及玻利維亞甲組聯賽球會，直至2012年他重返巴西，於2015年擔任甘美奧哥利亞的隊長，憑出色表現助該隊奪取巴西南里奧格蘭德州聯賽冠軍。2015年9月，卡路士加盟香港超級聯賽球隊南華，他未來港先轟動，獲南華前教練米路吹捧為「超級10號」。2015年10月16日，卡路士於南華以2–1小勝灝天黃大仙的聯賽取得了加盟後的首個入球。2015年12月14日，卡路士奪得香港超級聯賽10月最有價值球員。
2016年2月中，卡路士右足踝無故腫脹及上陣期間發燒和嘔吐，其後經醫生檢查後表示是細菌感染，若延誤就醫就要截肢了，後來醫生幫卡路士把患處劏開放膿，最終休息了數星期已經完全康復。 2016年2月18日，南華公布出戰亞協盃的外援名額再有變動，卡路士會取代菲力斯保耶，與保贊、艾華，以及亞援賴恩格菲斯出戰。 2016年5月24日，亞協盃16強，南華憑在加時下半場由巴西中場卡路士窩利勁射破網建功，以1–0險勝菲律賓全國甲組聯賽球隊塞列斯，連續兩屆躋身8強。直到2017年6月，南華宣佈經重新檢視球隊近年發展後決定來屆退出港超聯，轉戰甲組聯賽，培育青年球員，而卡路士與南華解決合約問題後離隊。

## 家庭生活
卡路士自小很崇拜薛高，長大後喜歡施丹，兩人都是他的模仿對象。
卡路士於22歲結婚，由於當時足球事業才剛起步，長年在外地比賽亦令首段婚姻失敗收場，與前妻聚少離多最終離婚收場，有兩名女兒，現在跟前妻一起生活。
卡路士於2012年再婚，現任妻子原來是青梅竹馬的兒時玩伴：今次來港搵食，卡路士攜同現任妻子前來一起生活，以免重蹈覆轍。2016年8月29日，卡路士與妻子(Aline)在香港正式註冊結成夫婦。

## 個人榮譽
- 香港超級聯賽「十月最有價值球員」（2015/2016季度）

## 外部連結
- 香港足球總會網頁球員註冊資料 （页面存档备份，存于）
- 南華網頁球員註冊資料 （页面存档备份，存于）